# نیکلاس هاگمن
نیکلاس هاگمن (فنلاندی: Niklas Hagman؛ زادهٔ ۵ دسامبر ۱۹۷۹) بازیکن هاکی روی یخ اهل فنلاند است.
از باشگاه‌هایی که در آن بازی کرده‌است می‌توان به آناهایم داکس و کلگری فلیمس اشاره کرد.